# عبد الله بن الكواء
عبدالله بن الكواء ، هو عبد الله بن عمرو بن النعمان بن ظالم بن مالك ابن أبي بن عصم بن سعد بن عمرو بن جشم بن كنانة بن حرب بن يشكر بن بكر بن وائل بن قاسط العدناني .
عرف بخروجه على علي بن أبي طالب رضي الله عنه بعد واقعة التحكيم التي وقعت بين علي ومعاوية رضي الله عنهما فبعد التحكيم خرج الخوارج الذين كان مع علي بن أبي طالب رضي الله عنه ونكثوا ببيعتهم وقالوا -لا حكم إلا لله- ولم يرجعوا مع علي بن أبي طالب رضي الله عنه إلى الكوفة بل ذهبوا إلى حروراء وبعد مناظرة ابن عباس تاب ابن الكواء ورجع مع أربعة آلاف إلى الكوفة مع علي من أصل ثمانية آلاف عرف أيضا بتعنته أو بكثرة اسئلته على علي بن أبي طالب رضي الله عنه . يعتبر الجد الخامس لأحد رواة الحديث النبوي وهو يحيى بن عاصم بن جويبر البخاري .

## ترجمته
ذكر ابن حجر عنه : عبد اللَّه بن عمرو اليشكري: هو ابن الكوّاء. مشهور بصحبة عليّ.
وقال ابن حجر أيضا في كتابه الآخر : من رؤوس الخوارج . انتهى . قال البخاري: لم يصح حديثه. قلت وله أخبار كثيرة مع علي وكان يلزمه ويعنته في الأسئلة وقد رجع عن مذهب الخوارج وعاود صحبة علي.
وذكر الذهبي عنه : عبد الله بن الكواء من رءوس الخوارج .

## ذكر توبته
عن عبدالله بن شداد فبَعَثَ إِلَيْهِمْ عَلِيٌّ عَبْدَ اللَّهِ بْنَ عَبَّاسٍ رَضِيَ اللَّهُ عَنْهما ، فَخَرَجْتُ مَعَهُ ، حَتَّى إِذَا تَوَسَّطْنَا عَسْكَرَهُمْ ، قَامَ ابْنُ الْكَوَّاءِ يَخْطُبُ النَّاسَ ، فَقَالَ : يَا حَمَلَةَ الْقُرْآنِ ، إِنَّ هَذَا عَبْدُ اللَّهِ بْنُ عَبَّاسٍ رَضِيَ اللَّهُ عَنْهُ ، فَمَنْ لَمْ يَكُنْ يَعْرِفُهُ فَأَنَا أُعَرِّفُهُ مِنْ كِتَابِ اللَّهِ مَا يَعْرِفُهُ بِهِ ، هَذَا مِمَّنْ نَزَلَ فِيهِ وَفِي قَوْمِهِ : ﴿قَوْمٌ خَصِمُونَ﴾ ، فَرُدُّوهُ إِلَى صَاحِبِهِ ، وَلَا تُوَاضِعُوهُ كِتَابَ اللَّهِ ، فَقَامَ خُطَبَاؤُهُمْ ، فَقَالُوا : وَاللَّهِ لَنُوَاضِعَنَّهُ كِتَابَ اللَّهِ ، فَإِنْ جَاءَ بِحَقٍّ نَعْرِفُهُ لَنَتَّبِعَنَّهُ ، وَإِنْ جَاءَ بِبَاطِلٍ لَنُبَكِّتَنَّهُ بِبَاطِلِهِ ، فَوَاضَعُوا عَبْدَ اللَّهِ الْكِتَابَ ثَلَاثَةَ أَيَّامٍ ، فَرَجَعَ مِنْهُمْ أَرْبَعَةُ آلَافٍ كُلُّهُمْ تَائِبٌ ، فِيهِمْ ابْنُ الْكَوَّاءِ ، حَتَّى أَدْخَلَهُمْ عَلَى عَلِيٍّ الْكُوفَةَ ، فَبَعَثَ عَلِيٌّ رَضِيَ اللَّهُ عَنْهُ إِلَى بَقِيَّتِهِمْ أهل النهروان...

## ذكر أسئلته
أرجوا التأكد من صحة الأحاديث الموجودة وأما نحن فذكرناها لأنها جميعها تقوي بعضها البعض في أن ابن الكواء كثير التعنت .
1- عَنْ عَلِيِّ بْنِ رَبِيعَةَ ، قَالَ : سَأَلَ ابْنُ الْكَوَّاءِ ، عَلِيًّا : مَا ﴿والذَّارِيَاتِ ذَرْوًا﴾؟ قَالَ " الرِّيحُ " . قَالَ : فَمَا ﴿فالْحَامِلاتِ وِقْرًا﴾ ؟ قَالَ : " السَّحَابُ " . قَالَ : مَا ﴿فالْجَارِيَاتِ يُسْرًا﴾ ؟ قَالَ : " السُّفُنُ " . قَالَ : فَمَا ﴿فالْمُقَسِّمَاتِ أَمْرًا ﴾ ؟ قَالَ : " الْمَلائِكَةُ " . قَالَ : هَذِهِ اللَّطْخَةُ فِي الْقَمَرِ ، قَالَ اللَّهُ : " ﴿وَجَعَلْنَا اللَّيْلَ وَالنَّهَارَ آيَتَيْنِ فَمَحَوْنَا آيَةَ اللَّيْلِ وَجَعَلْنَا آيَةَ النَّهَارِ مُبْصِرَةً﴾. يَا ابْنَ الْكَوَّاءِ ، أَمَا وَاللَّهِ مَا الْعِلْمَ أَرَدْتَ وَلَكِنَّكَ أَرَدْتَ الْعَنَتَ ، فَكَيْفَ بِقَوْلِكَ ثَكِلَتْكَ أُمُّكَ ؟ لَوْ تَعَنَّتَّ ، مَنْ رَبُّ النَّاسِ ؟ " . قَالَ : اللَّهُ . قَالَ علي بن أبي طالب : " فَمَنْ مَوْلَى النَّاسِ ؟ " . قَالَ ابن الكواء : اللَّهُ . قَالَ علي بن أبي طالب : " كَذَبْتَ ، اللَّهُ مَوْلَى الَّذِينَ آمَنُوا وَإِنَّ الْكَافِرِينَ لا مَوْلَى لَهُمْ " .
2- عن علي أنّ رسول اللَّه صلّى اللَّه عليه وآله وسلّم لما زوجه فاطمة بعث معها بخميلة ووسادة أدم حشوها ليف ورحاءين وسقاءين، قال: فقال عليّ لفاطمة يوما: سنوت «2» حتى اشتكيت صدري، وقد جاء اللَّه بسبي فاذهبي فاستخدمي. فقالت: وأنا واللَّه قد طحنت حتى مجلت يداي، فأتت النبيّ صلّى اللَّه عليه وآله وسلّم، فقال: «ما جاء بك أي بنيّة؟» فقالت: جئت لأسلّم عليك، واستحيت أن تسأله ورجعت، فأتياه جميعا، فذكر له عليّ حالهما، قال: «لا واللَّه لا أعطيكما، وأدع أهل الصّفة تتلوّى بطونهم لا أجد ما أنفق عليهم، ولكن أبيع وأنفق عليهم أثمانهم» ، فرجعا، فأتاهما وقد دخلا قطيفتهما، إذ غطيا رءوسهما بدت أقدامهما، وإذا غطّيا أقدامهما انكشفت رءوسهما، فثارا، فقال: «مكانكما، ألا أخبركما بخير ممّا سألتماني؟» فقالا: بلى. فقال: «كلمات علّمنيهنّ جبريل، تسبّحان، في دبر كلّ صلاة عشرا، وتحمدان عشرا، وتكبّران عشرا، وإذا أويتما إلى فراشكما فسبّحا ثلاثا وثلاثين، واحمدا ثلاثا وثلاثين، وكبّرا أربعا وثلاثين» . قال علي: فو اللَّه ما تركتهنّ منذ علمنيهن. وقال له ابن الكواء: ولا ليلة صفين؟ فقال: قاتلكم اللَّه يا أهل الطروق قال في رواية أهل العراق! ولا ليلة صفين.
3- عن أبو الطفيل سَمِعْتُ ابنَ الكَوَّاءِ «يَسألُ علِيَّ بنَ أبي طالِبٍ رَضِيَ اللهُ عنه عن ذي القَرْنَينِ، فقالَ علِيٌّ: لم يكنْ نَبِيًّا، ولا مَلَكًا، كانَ عَبْدًا صالِحًا أَحَبَّ اللهَ فأَحَبَّه، وناصَحَ اللهَ فناصَحَه اللهُ، بُعِثَ إلى قَوْمِه فضَرَبوه على قَرْنِه فماتَ، فبَعَثَه اللهُ فسُمِّيَ بذي القَرْنَينِ».
4- عَنْ زَاذَانَ كَذَا قَالا... قَالُوا فَحَدِّثْنَا عَنْكَ يَا أَمِيرَ الْمُؤْمِنِينَ قَالَ مَهْلا نَهَى اللَّهُ عَنِ التَّزْكِيَةِ قَالَ قَالَ قَائِلٌ فَإِنَّ اللَّهَ عَزَّ وَجَلَّ يَقُول {وَأما بِنِعْمَة رَبك فَحدث} قَالَ فَإِنِّي أُحَدِّثُ بِنِعَمَةِ رَبِّي كَثِيرًا إِذَا سَأَلْتُ أَعْطَيْتُ وَإِذَا سَكَتُّ ابْتُدِيتُ فَبَيْنَ الْجَوَارِحِ وَصَوَابه الجوانح مني علما جما فَقَامَ عبد الله بْنُ الْكَوَّاءِ الأَعْوَرُ مِنْ بَنِي بَكْرِ بْنِ وَائِلٍ فَقَالَ يَا أَمِيرَ الْمُؤْمِنِينَ مَا {وَالذَّارِيَاتِ ذَروا} قَالَ الرِّيَاح قَالَ فَمَا {فَالْحَامِلَات وقرا} قَالَ السَّحَاب قَالَ فَمَا {فَالْجَارِيَات يسرا} قَالَ السفن قَالَ فَمَا {فَالْمُقَسِّمَات أمرا} قَالَ الْمَلَائِكَةُ وَلا تَعُدْ لِمِثْلِ هَذَا وَلا تَسْأَلُنِي عَنْ مِثْلِ هَذَا قَالَ فَمَا {وَالسَّمَاءِ ذَات الحبك} قَالَ دَارُ الْخَلْقِ الْحَسَنِ قَالَ فَمَا السَّوَادُ الَّذِي فِي حَرْفِ الْقَمَرِ قَالَ أَعْمَى يَسْأَلُ عَن عمياء مَا الْعلم أردْت بهدا وَيْحَكَ سَلْ تَفَقُّهًا وَلا تَسْأَلْ تَعَنُّتًا أَوْ قَالَ تَعَتُّهًا سَلْ عَمَّا يَعْنِيكَ وَدَعْ مَا لَا يَعْنِيكَ قَالَ فَوَاللَّهِ إِنَّ هَذَا لَيَعْنِينِي وَيَحْسَبُونَ أَنَّهُمْ عَلَى هُدًى فَضَلَّ سَعْيُهُمْ فِي الْحَيَاةِ الدُّنْيَا وَهُمْ يَحْسِبُونَ أَنَّهُمْ يَحْسِنُونَ صُنْعًا قَالَ رَفَعَ صَوْتَهُ وَقَالَ وَمَا أَهْلُ النَّهْرَوَانِ غَدًا مِنْهُمْ بِبَعِيدٍ قَالَ فَقَالَ ابْنُ الْكَوَّاءِ وَاللَّهِ لَا أَسْأَلُ سِوَاكَ وَلا أَتْبَعُ غَيْرَكَ قَالَ فَقَالَ إِنْ كَانَ الأَمْرُ إِلَيْكَ فَافْعَلْ .له شواهد إن شاء الله